# Poupátka
Román Poupátka je čtvrtou knihou české spisovatelky Hany Lehečkové, která je držitelkou Ceny Jiřího Ortena za svou novelu Svatá hlava. Kniha vyšla v roce 2021 u nakladatelství Vyšehrad v Praze. Ilustroval ji Ondřej Dolejší.
Autorka do knihy vložila autobiografické motivy a zkušenosti s problematikou sexuálního zneužívání dětí. Knihu se rozhodla napsat nejen kvůli absenci tohoto závažného tématu na českém trhu, ale i pro zviditelnění problematiky veřejnosti.

## Obsah
Román se odehrává v devadesátých letech dvacátého století a je situován do prostředí maloměsta.
Hlavní postavou díla je jedenáctiletá Františka, která navštěvuje divadelní kroužek, který vede dospělý muž Mirek. Mirek se dětem jeví jako správný dospělý vzor, ale je to sexuální predátor. V dětech probouzí soutěživost o svou vlastní přízeň, a sexuální zneužívání tak prakticky probíhá před svědky. Manipulací je nutí k naprosté oddanosti divadlu a jemu samotnému. Františka, která nemá dobrý vztah s rodinou, ani vysoké sebevědomí kvůli své postavě, se snaží udělat všechno, aby ona byla tou vyvolenou a mohla být Mirkovi blíž, což se jí povede a jednou dojde k sexuálnímu obtěžování i jí samotné. Nakonec všechno vyjde najevo a Mirka za jeho skutky vyslýchá policie.

## Stylistika a interpretace
Román není psán typickou prozaickou formou, ale střídá se prozaické vyprávění s dialogickou strukturou, kterou tvoří především rozhovory dětí. Řeč dospělých je potom napsána nepřímou či polopřímou řečí, což vytváří určitou propast mezi světem dětí a světem dospělých. Jinak je tomu ale u Mirka, kdy jeho řeč není formálně odlišena, takže mezi ním a dětmi se tato propast neutváří.
Román můžeme zařadit mezi psychologické a společenské, neboť řeší jednak problematiku sexuálního násilí z pozice autority, tak i zabředá do vnitřního světa jedenáctiletého dítěte a jeho vypořádávání se s predátorem.